# 竹垟畲族乡
竹垟畲族乡是中华人民共和国浙江省丽水市龙泉市下辖的一个民族乡。

## 行政区划
竹垟畲族乡下辖以下村级行政区划单位：
盖竹村、罗墩村、际上村、金田村、红坞村、良溪村、五四村、山溪口村、局下村和后排岭村。